# ATI Radeon 8000
ATI Radeon 8000系列顯示卡，採用R200系列顯示核心，由ATI研發並推出。Radeon 8500（核心代號 R200）是一個Radeon系列顯示卡核心能夠將ATI放在與NVIDIA競爭的層面上，亦成功使當時的ATI脫離衰退顯示卡廠商的行列。它亦是全球首款完整支持DirectX 8.1的產品，GeForce 3只能算是支持DirectX 8.0。

## 旗艦級產品
ATI的第一張DirectX 8顯示卡就是Radeon 8500。在2002年初期，ATI發佈了Radeon 8500LE（即是後來重新發佈的Radeon 9100），核心與Radeon 8500相同，只是核心和顯示記憶體的頻率較低。反之，完整的8500的核心和顯示記憶體頻率都是275 MHz，而8500LE的核心頻率則保守的設成250 MHz，顯示記憶體頻率則是200或者250 MHz。原先兩張顯示卡都配備了64 MB DDR SDRAM作為顯示記憶體，後來的Radeon 8500則配備了128 MB顯示記憶體，能夠從記憶交插模式中獲得額外的效能提升。

### 結構
Radeon 8500的基本結構與當時的其他顯示卡差不多；它擁有四個像素單元，每個像素單元擁有兩個紋理單元。它亦支援DirectX 8.1的頂點著色引擎和像素著色引擎，它的兩個頂點著色引擎被稱為Charisma Engine II，為新的頂點著色程式和舊的DirectX 7硬體T&L都提供出色的效能。
R200支援像素著色器版本1.4，相對1.x版本的設計，這個修訂版本是意義重大的。鑑於PS1.2和1.3只是PS1.1的改進版，
8500擁有第一和唯一的ATI硬體加速鑲嵌繪圖引擎，名為"Truform"。它可以在立體模型上增加多邊形，令模型更平滑。這種技術儘管要求開發者支援，但卻不能完善支援；不幸地，"Truform"對所有三維渲染方案而言都不是完美的，亦傾向不合意地對物體進行此動作。未來的ATI GPU並沒有硬體加速Truform，而只作出支援。未來的GPU一是透過CPU去模擬Truform，一是利用頂點著色程序模擬，兩者都不能與8500的Truform單元般有效率。

### 性能
Radeon 8500最令人掃興的事就是最初發佈的驅動程式。發佈時，顯示卡的效能十分差。最初的驅動程式充滿程序错误，一些功能甚至是不完整的。驅動程式不能完全支援顯核的功能。例如抗鋸齒功能只在Direct3D的情況下有效，而且效能十分差。早期的驅動程式不能在很多的電腦遊戲中完美地運行，顯示出很多錯誤畫面，例如多邊形被誤放和閃爍的紋理。當時NVIDIA在Radeon 8500在網上預告的同一天推出了Detonator4驅動程式，NVIDIA的驅動程式大體上質量較高，亦提高了GeForce 3的效能。
更甚的是，有幾個評測網站揭露出Radeon 8500的真正效能比標準檢查程式所測出的低很多。評論者發現ATI偵測出執行檔Quake3.exe，強行將紋理過濾品質調低。HardOCP的Kyle Bennett首先發現這個問題，他將Quake3.exe改名為Quack.exe。結果，圖像品質提高了，效能卻慢了。
儘管如此，縱使使用了Detonator4驅動程式，Radeon 8500的效能依然勝過GeForce 3（8500預期中的對手）。在一些更快修正的環境中，NVIDIA是使用Ti500對抗R200計劃。另外，更新了的驅動程式拉近了8500和Ti500的性能缺口，而8500亦比較便宜，提供額外的多媒體特色，例如支援雙顯示輸出。雖然GeForce 3 Ti200是第一張DirectX 8.0顯示卡，提供了128 MB顯示記憶體。而當時的高端顯示卡普遍只會採用64 MB顯示記憶體。結果，GeForce 3的限制使它不能取得全部的優勢，而Radeon 8500就能夠更成功的取得輝煌成就。
2002年年頭，為了與平價的GeForce 3 Ti200競爭，ATI推出了較低時脈的8500LE，由於其較低售價，亦有機會超頻回8500的水平，所以它受到OEMs和熱心者歡迎。GeForce 4 Ti 4200的延遲發佈，使ATI主動推出擁有128 MB顯示記憶體的8500/LE，保持了ATI的中高端產品線的流行程度。而All-In-Wonder (AIW) Radeon 8500 DV和AIW Radeon 8500 128 MB則提供更多功能，迫使NVIDIA推出Personal Cinema版本的GeForce 4 Ti 4200。

### 更新
根據推測，8500XT (R250)是會被發佈的。它是用來對付GeForce 4 Ti產品線，尢其是最高端的Ti 4600。根據預先發佈的消息，8500XT的核心和顯示記憶體的頻率將會是300 MHz。ATI，也許記得當年3dfx所發生的事，認為就算Radeon 8500以300 MHz的頻率來運行，都不足以對抗GeForce 4 Ti4600；而且還會拖慢下一代支援DirectX 9.0的產品的研發，令NVIDIA有機可乘。所以最好的辦法就是安排它成為中端產品，以取代較低複雜度的Radeon 9000。但這樣做會增加額外的生產成本，而較大的核心和電源消耗亦會阻礙它的發展。尤其要注意的是Radeon 8500和Radeon 9000核心需要增加電壓才能以300 MHz穩定運行，毫無疑問地，R250亦要面對此種問題由於其複雜度和相同的製造技術，結果就是產品品質不良，導致成本上升。 

## 主流產品線
Radeon 9000 (RV250)與9700同時推出（ATI的新旗艦級產品）。這個晶片的紋理單元由兩個削減至一個，頂點單元由兩個削減至一個，亦取消了"TruForm"單元、階梯式Z緩存。使核心配置成為4x1像素／紋理佈局。除了功能被削減外，亦精煉起來。紋理緩衝亦加倍地提升至4KB，改善了R200的效率。正是由於這樣，它的效能都有一定的競爭性，考慮到"R200"核心是較昂貴、較大和較消耗電能。在遊戲中，它的性能與GeForce 4 MX440相當，它的優勢主要是由於能完整支援DirectX 8.1的頂點著色引擎和像素著色引擎。Radeon 9000在主流市場取代了毫無競爭力的Radeon 7500 (RV200)
後期的9000版本就是9200 (RV280)，支援AGP-8X。但是，还有更便宜的版本，就是9200SE。9200SE的記憶體頻寬只有64-bit。另一個版本是Radeon 9250，於2004年夏季推出。它是9200的降頻版本。 它的核心與"RV280" GPU相同。它擁有的顯示記憶體通常比Radeon 9200多（128 MB甚至256 MB），充分利用當時低成本高密度的DDR SDRAM，這是當時普遍的趨勢。

## 流動性
衍生產品Mobility Radeon 9000於2002年初夏推出。它引起的催逼比桌面平台大，因為它是第一款支援DirectX 8的手提電腦顯示核心，在性能上遠勝過當時的對手（NVIDIA GeForce 2 Go），功能比GeForce 4 Go還多，而且採用了更先進的電源節省技術。它幫助ATI繼續保持其流動市場的估有率。發佈幾天後，Mobility 9000的OEM版本已開始運送。後來，Mobility Radeon 9200推出，它是桌面平台9200的衍生產品。

## 型號
(Sorted by model)
| 桌面平台顯示卡                     |          |          |                       |           |                       |            |            |               |                                                                                   |
| 形號                               | 核心類型 | 晶粒製程 | 頻率（MHz）核心／顯存 | 核心配置1 | 填充率2 (Mpx/s:Mtx/s) | 記憶體介面 | 記憶體頻寬 | 記憶體容量    | 註釋                                                                              |
| 8500                               | R200     | 150 奈米 | 275/275               | 4x2:2     | 1100/2200             | 128-bit    | 8.8 GB/s   | 64/128 MB     | 128 MB版本支援記憶交插模式。                                                      |
| 8500 LE                            | R200     | 150 nm   | 250/250               | 4x2:2     | 1000/2000             | 128-bit    | 8.0 GB/s   | 64/128 MB     | 128 MB版本支援記憶交插模式。                                                      |
| 8500 XT                            | R200     | 150 nm   | 300/300               | 4x2:2     | 1200/2400             | 128-bit    | 9.6 GB/s   | 128 MB        | 從未推出，只有Gigabyte推出過300/300MHz版本                                        |
| AIW 8500 DV                        | R200     | 150 nm   | 230/190               | 4x2:2     | 920/1840              | 128-bit    | 6.1 GB/s   | 64/128 MB     | 128 MB版本支援記憶交插模式。                                                      |
| AIW 8500                           | R200     | 150 nm   | 275/275               | 4x2:2     | 1100/2200             | 128-bit    | 8.8 GB/s   | 128 MB        | 記憶交插模式。比"DV"版本更快更多功能                                              |
| 9000                               | RV250    | 150 nm   | 250/200               | 4x1:1     | 1000/1000             | 128-bit    | 6.4 GB/s   | 64/128 MB     | 不支援記憶交插模式                                                                |
| 9000 PRO                           | RV250    | 150 nm   | 275/275               | 4x1:1     | 1100/1100             | 128-bit    | 8.8 GB/s   | 64/128 MB     |                                                                                   |
| 9100                               | R200     | 150 nm   | 250/250               | 4x2:2     | 1000/2000             | 128-bit    | 8.0 GB/s   | 64/128 MB     | 與8500LE相同，不支援記憶交插模式                                                  |
| 9200                               | RV280    | 150 nm   | 250/200               | 4x1:1     | 1000/1000             | 128-bit    | 6.4 GB/s   | 64/128/256 MB | RV280 = RV250 + AGP 8X                                                            |
| 9200 SE                            | RV280    | 150 nm   | 200/166               | 4x1:1     | 800/800               | 64-bit     | 2.7 GB/s   | 64/128 MB     |                                                                                   |
| 9250                               | RV280    | 150 nm   | 240/200               | 4x1:1     | 960/960               | 128-bit    | 6.4 GB/s   | 64/128/256 MB |                                                                                   |
| Mobility Radeons和整合式圖像處理器 |          |          |                       |           |                       |            |            |               |                                                                                   |
| MR9000                             | M9       | 150 nm   | ~250/~200             | 4x1:1     | 1000/1000             | 64-bit     | 3.2 GB/s   | 32 MB         | 流動版RV250。支援Powerplay電源管理技術。                                          |
| MR9000                             | M9       | 150 nm   | ~250/~200             | 4x1:1     | 1000/1000             | 128-bit    | 6.4 GB/s   | 64/128 MB     |                                                                                   |
| MR9200                             | M9+      | 150 nm   | ~250/~200             | 4x1:1     | 1000/1000             | 64-bit     | 3.2 GB/s   | 32 MB         | 流動版RV280。支援Powerplay電源管理技術。                                          |
| MR9200                             | M9+      | 150 nm   | ~250/~200             | 4x1:1     | 1000/1000             | 128-bit    | 6.4 GB/s   | 64/128 MB     |                                                                                   |
| 9100 IGP                           | RS300    | 150 nm   | 300/NA                | 2x1:0     | 600/600               | 128-bit    | NA         | NA            | Pentium 4平台的晶片組。基於RV250，但頂點運算文由CPU負責，利用系統記憶體作為顯核。 |
| 9100 PRO IGP                       | RS350    | 150 nm   | 300/NA                | 2x1:0     | 600/600               | 128-bit    | NA         | NA            | 9100 IGP的優化版，改善了AGP 8X，和記憶體的速度和相容性。                          |
| 9000 IGP                           | RC350    | 150 nm   | 300/NA                | 2x1:0     | 600/600               | 64-bit     | NA         | NA            | 9100 IGP的廉價版，只支援單通道記憶體。                                            |

- ¹ 核心配置：像素流水線／紋理拾取單元：頂點著色引擎
- ² 填充率：Mpx/s = 每秒百萬像素。Mtx/s = 每秒百萬texel。

## 驅動程式

### 與UNIX有關的作業系統
ATI沒有為基於BSD的作業系統推出過任何驅動程式，但就為執行在Linux中的X Window System提供驅動程式。而基於PowerPC和Mac OS X作業系統的Mac mini和iBook G4就採用了Radeon 9200顯示卡。
一些Linux用家社區的分支，which prefer to avoid the IP-encumbered ATI drivers due to stability and long term maintainability reasons, still prefer the R200-based chips, as they are among the fastest modern video cards with stable open source drivers.

### Windows驅動程式
ATI的Catalyst Drivers支援所有R200以上的Radeon顯示卡，除了Windows XP x64，直至Catalyst 6.6推出。ATI亦提供舊有驅動程式，Catalyst 6.11則支援9250以下的Radeon顯示卡。